# RHC Diessbach
Der Rollhockeyclub Diessbach (kurz: RHC Diessbach) ist ein Schweizer Rollhockeyverein aus Diessbach bei Büren im Kanton Bern. Der Verein wurde am 3. November 1984 gegründet und zählt heute zu den erfolgreichsten Rollhockeyclubs der Schweiz. Die erste Herrenmannschaft spielt in der höchsten Liga, der Nationalliga A (NLA).

## Geschichte
Der Club wurde 1984 gegründet und stieg in den Folgejahren kontinuierlich durch die unteren Ligen in die Nationalliga A auf. Der RHC Diessbach etablierte sich im Laufe der 2000er Jahre in der Spitzengruppe des Schweizer Rollhockeys.

## Erfolge

### Herren
- Schweizer Meister (NLA): 2012/13, 2015/16, 2022/23[1] siehe auch Schweizermeisterschaft Rollhockey
- Schweizer Cupsieger: Mehrfach, zuletzt fünf Titel in Folge bis 2025[2]

### Damen
- Schweizer Meister (NLA): 1994, 2000, 2007, 2008, 2009, 2010[3]
- Schweizer Cupsieger: 1992, 2001, 2002, 2007, 2008

## Mannschaften
Der Club stellt neben den beiden NLA-Teams für Damen und Herren auch Mannschaften in der NLB, der 1. Liga sowie zahlreiche Nachwuchsteams (U9 bis U17). Der Verein engagiert sich zudem in der Schiedsrichterausbildung und im lokalen Jugendsport.

## Spielstätte
Die Heimspiele finden in der Sporthalle Diessbach statt, die sich direkt im Ort Diessbach bei Büren befindet.